# Даница Јанковић
Даница Јанковић (7. мај 1898 – 18. април 1960) била је етномузиколог, етнокореолог, сарадник Етнографског института Српске академије наука и уметности и члан више међународних установа за изучавање народне културе. Са сестром Љубицом издала је књигу „Народне игре” у осам томова.
Сестре Јанковић су биле прве жене Србије које су се бавиле етномузикологијом и целе своје животе су посветиле тој значајној националној делатности. Записивање и проучавање српских националних песама и игара на научној основи започеле су 30-их година прошлог века, што их чини ауторкама прве осмишљене методологије којом су постављени темељи српске етнокореологије.

## Породица
Даница потиче из врло угледне, интелектуалне породице, која је и по очевој и по мајчиној линији подарила Србији многе значајне личности из области науке и културе. Међу њима су били књижевници, историчари, научни радници, државни службеници и свештеници, културолози и музиколози.

## Биографија
Рођена је у Лешници, у дому поштанског службеника Станислава. Врло рано показала је изузетан музички дар. Када је чувени Станислав Бинички проверавао њен глас и слух, био је толико одушевљен да јој је понудио бесплатно школовање у тек основаној Музичкој школи „Станковић”. Свирала је виолину, виолончело и клавир. Гимназију је завршила у Београду, као и Филозофски факултет на одсеку за југословенску упоредну књижевност, србску историју и србски језик. Дипломирала је 1922. године уз усавршавање француског и енглеског језика, а додатне студије је обавила на престижном универзитету Оксфорд у Енглеској у периоду од 1922. до 1924. године. После је радила као професор у Тетову, а потом у Женској учитељској школи у Београду до 1931. године. Преводила је дела Маривоа, Молијера, Џејн Остин, а режирала је и позоришне комаде. Каријеру је завршила у Универзитетској библиотеци „Светозар Марковић”, где је дуго била једини познавалац енглеског језика. Године 1947. је постала научни сарадник Етнографског института при САНУ.

## Чланство
Даница Јанковић је годинама била чланица више значајних међународних организација. Била је у чланству Међународног архива за игру у Паризу, Међународног саветодавног одбора за народну музику у Лондону, Националног комитета за народну уметност САД, као и Енглеског друштва за народне игре.

## Дела
Сестре Јанковић су се одликовале изразитом јавношћу и толеранцијом при истраживањима. Пре доношења било каквих закључака и запажања, своје резултате су вишеструко проверавале, консултовале су се са најбољим ауторима, познаваоцима фолклора, интерпретаторима и играчима, а сваки предмет истраживања претходно су саме детаљно проучиле и овладале њиме. Научни рад сестара Јанковић је значајно  превазилазио локални и регионални ниво. Оне су биле афирмисане научнице, чија су достигнућа била врхунска, на светском нивоу. Њихов пионирски истраживачки рад и свеукупни допринос препознавању, систематизовању и очувању српске националне уметности и традиције је немерљив. Њихови радови у ствари представљају и јединствен, основни „буквар” за изучавање и карактеризовање српских народних песама и игара, без којег би иначе веома комплексно проучавање овог вида српског фолклорног наслеђа и уметничког богатства било веома отежано, готово немогуће. То је уједно био и најјачи могући стручни глас освешћења и подстицаја да се сачува и оплемени оно што је типичан знак српског препознавања, српско велико национално богатство, које други или немају или имају у знатно мањем обиму и квалитету.
Са великим ентузијазмом сестре су кренуле најпре у сакупљање српских народних игара, мелодија и песама, не либећи се обимног теренског рада широм Србије, по Босни и Херцеговини, Црној Гори, Далмацији, Славонији, Лици, Банији и Кордуну, Македонији и Словенији. Делимично већ на терену, а највише по повратку, сестре Јанковић су спроводиле вишегодишњу обраду, истраживање, карактеризацију и систематизацију, као и архивирање сакупљене грађе и на тај начин су постале оснивачи нове научне дисциплине - етнокореологије.
Све своје најважније истраживачко-архивске радове сестре су систематизовале и објавиле у 8 књига под називом „Народне игре”, у периоду од 1934. до 1964. године. Те књиге су постале национална вредност од непроцењивог значаја, којом се обезбеђују старање и трајно очување представа о српском народу и његовој традицији. У овом делу су сестре презентирале свој оригинални систем и методологију представљања најважнијих карактеристика српских националних игара, на основу којег је могуће њихово боље разумевање, даље проучавање и корисно примењивање. Ово пионирско дело је високо оцењено како од домаће тако и од стране научне јавности, а у престижном европском часопису „Journal of the International Folk Music Council”, Лондон 1952, систем бележења и описивања националних игара сестара Јанковић окарактерисан је као најпрецизнији и назван је „Моделом јасноће”.

## Последње године живота
Као и многи други заслужни српски научници, Даница Јанковић је неоправдано заборављена и углавном непозната српској јавности. Са сестром Љубицом је живела у породичном дому, у Подрињској улици бр. 2, у Београду. Биле су нераздвојне све до 18. априла 1960. године, када се Даница вратила из позоришта одушевљена комадом „Поздрав Шерифу”. Те ноћи јој је позлило. Лекари су се девет сати борили да јој спасу живот. Међутим, њено срце није издржало пред тешким обликом шећерне болести, због које је Даница три деценије била принуђена да одржава живот инјекцијама. Љубица је одлучила да албум фотографија и фасциклу под насловом „Даница С. Јанковић (1898-1960)”, у којој се налазе изјаве саучешћа, прекуцани посмртни говори и некролози из земље и иностранства, остави Универзитетској библиотеци. Љубица Јанковић је умрла четрнаест година касније. Сестре Јанковић почивају у породичној гробници на Новом гробљу у Београду.